# Cristela
Cristela – sitcom amerykański, serial telewizyjny wyprodukowany przez ABC Studios, Cinema Gypsy Productions oraz Principato-Young Entertainment. Pomysłodawcami serialu są Cristela Alonzo i Kevin Hench. Serial był emitowany  od 10 października 2014 roku do 17 kwietnia 2015 roku przez ABC. 

7 maja 2015 roku, stacja ABC ogłosiła zakończenie produkcji serialu po pierwszym sezonie

## Fabuła
Serial opowiada o życiu Cristeli, Amerykanki pochodzenia latynoskiego, która żyje na pograniczu dwóch kultur, a jednocześnie nie należy do żadnej. Cristela mieszka u swoich rodziców wspólnie ze swoją siostrą i szwagrem. Stara się dostać na staż w prestiżowej kancelarii prawnej.

## Obsada
- Cristela Alonzo jako Cristela
- Carlos Ponce jako Felix[3]
- María Canals Barrera jako Daniela
- Terri Hoyos jako Natalia[3]
- Andrew Leeds jako Josh[3]
- Sam McMurray jako Trent
- Justine Lupe jako Maddie[4]
- Jacob Guenther jako Henry
- Isabella Day jako Isabella

### Role drugoplanowe
- Gabriel Iglesias jako Alberto

## Odcinki
| Sezon | Sezon | Odcinki | Oryginalna emisja    | Oryginalna emisja | Oryginalna emisja | Oryginalna emisja | Oryginalna emisja |
| Sezon | Sezon | Odcinki | Premiera sezonu      | Finał sezonu      | Premiera sezonu   | Finał sezonu      |                   |
| ----- | ----- | ------- | -------------------- | ----------------- | ----------------- | ----------------- | ----------------- |
|       | 1     | 22      | 10 października 2014 | 17 kwietnia 2015  | brak danych       | brak danych       |                   |

### Sezon 1 (2014-2015)
| Nr | #  | Tytuł                      | Reżyseria         | Scenariusz                    | Premiera ABC         | Premiera |
| -- | -- | -------------------------- | ----------------- | ----------------------------- | -------------------- | -------- |
| 1  | 1  | Pilot                      | John Pasquin      | Cristela Alonzo, Kevin Hench  | 10 października 2014 |          |
| 2  | 2  | Soul Mates                 | Gerry Cohen       | Kevin Abbott, Cristela Alonzo | 17 października 2014 |          |
| 3  | 3  | Mr. Felix and Ms. Daniela  | Victor Gonzalez   | Emilia Serrano                | 24 października 2014 |          |
| 4  | 4  | Hall-Oates-Ween            | John Pasquin      | Kay Cannon                    | 31 października 2014 |          |
| 5  | 5  | Super Fan                  | Victor Gonzalez   | Kevin Hench                   | 7 listopada 2014     |          |
| 6  | 6  | Equal Pay                  | John Pasquin      | Peter Murrieta                | 14 listopada 2014    |          |
| 7  | 7  | Enter Singing              | Gail Mancuso      | Dana Gould                    | 21 listopada 2014    |          |
| 8  | 8  | Floor Favor                | Gail Mancuso      | Julius Sharpe                 | 5 grudnia 2014       |          |
| 9  | 9  | It’s Not About the Tamales | John Pasquin      | Cristela Alonzo               | 12 grudnia 2014      |          |
| 10 | 10 | Veronica                   | Victor Gonzalez   | Kevin Abbott, Pat Bullard     | 9 stycznia 2015      |          |
| 11 | 11 | Dead Arm                   | Gail Mancuso      | Peter Murrieta                | 16 stycznia 2015     |          |
| 12 | 12 | Hypertension               | Gail Mancuso      | Kevin Abbott, Pat Bullard     | 30 stycznia 2015     |          |
| 13 | 13 | Mexican Mona Lisa          | John Pasquin      | Peter Murrieta                | 6 lutego 2015        |          |
| 14 | 14 | Marriage, Counselor        | Ted Wass          | Eben Russell                  | 20 lutego 2015       |          |
| 15 | 15 | Gifted and Talented        | Robbie Countryman | Kevin Hench                   | 27 lutego 2015       |          |
| 16 | 16 | Confirmation               | Robbie Countryman | Kay Cannon                    | 13 marca 2015        |          |
| 17 | 17 | Fifteen–Something          | Ted Wass          | Cristela Alonzo               | 20 marca 2015        |          |
| 18 | 18 | Latino 101                 | Ted Wass          | Peter Murrieta                | 27 marca 2015        |          |
| 19 | 19 | Great Expectations         | John Pasquin      | Daley Haggar                  | 27 marca 2015        |          |
| 20 | 20 | Last Goose Standing        | Ted Wass          | D.J. Ryan, Aaron Serna        | 3 kwietnia 2015      |          |
| 21 | 21 | Village Mode               | Bob Koherr        | Pat Bullard, Peter Murrieta   | 10 kwietnia 2015     |          |
| 22 | 22 | Movin' On Up               | Ted Wass          | Kevin Abbott                  | 17 kwietnia 2015     |          |

## Produkcja
3 sierpnia 2013 roku, ABC zamówiła serial na sezon telewizyjny 2014/15. 
Stacja ABC zamówiła pełny sezon serialu, którego pierwszy sezon będzie liczył 22 odcinki.